# Lenguas judías
Las lenguas judías son un conjunto de idiomas que se desarrollaron en varias comunidades judías en Europa, Asia Occidental y África del Norte. Generalmente, el curso del desarrollo de estos idiomas fue a través de la adición de palabras y frases hebreas, que expresaban conceptos y preocupaciones únicamente judíos, al idioma local vernáculo. Debido a la naturaleza insular de muchas comunidades judías, muchas lenguas judías conservaron el vocabulario y las estructuras lingüísticas después de que se hubieran perdido o cambiado las formas primitivas de la lengua de la cual descienden.

## Historia
Los libros más antiguos y atesorados del pueblo judío han sido la Torá (El Pentateuco), que forma parte del Tanaj (es decir la biblia hebrea, dividida en tres: El Pentateuco, Los Profetas-Nevi'im y Los escritos-Ketuvim), escritos casi enteramente en hebreo y ampliamente utilizados por los judíos durante su historia. Los judíos estudiaron de forma entusiasta estos textos hebreos detallados, observaron los mandamientos formulados en ellos, basando sus rezos en ellos. Los judíos mantuvieron la creencia de que el hebreo era la «lengua» de Dios. 
La inscripción hebrea más temprana, el Calendario de Gézer, fechado a partir del décimo siglo antes de Cristo; fue escrito en el alfabeto paleo-hebreo supuesto, que continuó siendo utilizado en la época del templo de Salomón hasta ser cambiado por el nuevo «deletreado asirio» (ktav ashurit) por Esdras el escriba que regresó del exilio babilónico. Durante este tiempo había también cambios en la lengua, cuando ella se convirtió en el hebreo de Mishná. Hasta entonces, la mayoría de los judíos había hablado hebreo en Israel y Judea, sin embargo, tras la destrucción del Segundo templo, había cambiado ya al arameo coloquial, y el uso de un número significativo de términos en griego coloquial en la gran diáspora. 
Así es que los judíos emigraron a diferentes países y cambiaron su idioma corriente por los idiomas locales, llegando así a hablar una gran variedad de los mismos. Durante las edades medias tempranas, el arameo era la lengua judía principal. El Tárgum y la mayor parte del Talmud se escribieron en idioma arameo; más adelante en las edades medias, la mayoría de la actividad literaria judía fue realizada en judeoárabe: árabe escrito en el alfabeto hebreo. 
Estos dialectos judíos llegaron a ser a menudo tan diferentes de los lenguas del país donde vivían que llegaron a constituir nuevos idiomas, típicamente con una influencia pasada del hebreo y arameo y de otras innovaciones dentro de la lengua. Así fueron formadas una variedad de idiomas específicas de la comunidad judía; quizás la más notable de éstas sea el yidis en Europa Oriental y el judeoespañol, originario de Sefarad pero que se difundió alrededor del Mediterráneo debido a la expulsión de los judíos en 1492.
Los judíos en la Diáspora tendieron a formar comunidades segregadas, en parte debido al ostracismo y a la persecución de las comunidades circundantes, y también a un deseo de mantener su propia cultura. Este factor sociológico contribuyó a la formación de los dialectos que se convirtieron y divergieron a menudo para formar idiomas separados.

## Lenguas
A principios del siglo XIX, el yidis era la lengua principal de los judíos en Europa Oriental (haciéndose así la lengua hablada por la mayoría de judíos en el mundo), mientras que el judeoespañol estaba extendido por el Magreb, Grecia y Turquía y grupos más pequeños hablaban judeoitaliano, judeogriego o karaim. Los judíos del mundo árabe hablaron distintas variedades de judeoárabe, mientras que en Irán se habló el judeopersa.
El Sidur (libro de rezos) fue completado posteriormente a la destrucción del segundo Templo, y en su mayoría está escrito en hebreo y en arameo. En general la mayoría de la oración judía sigue siendo en hebreo aunque durante las distintas épocas se han adherido algunas oraciones en distintos idiomas según las regiones donde habitaban los judíos.

## Clasificación
Las lenguas judías pueden clasificarse según su familia lingüística y procedencia.
- Lenguas afroasiáticas
  - Semíticas
    - Hebreo
    - Arameo
    - Neo-arameo
    - Judeoárabe
      - Judeoargelino
      - Judeoiraquí
      - Judeomarroquí
      - Judeotripolitano
      - Judeotunecino
      - Judeoyemení
      - Dialectos del norte de Siria e Irak

  - Lenguas bereberes
    - Judeobereber

  - Lenguas cusitas
    - Kaïliña
    - Kayla (Qwara)
- Lenguas drávidas
  - Judeomalayalam
  - Judeotamil
  - Judeotelugu
- Lenguas indoeuropeas
  - Eslavas
    - Judeocheco (knaánico)

  - Germánicas
    - Klezmer-loshn
    - Yeshivish
    - Yiddish
    - Yinglish

  - Griego
    - Judeogriego (yevánico)

  - Indoiranias
    - Bújaro
    - Judeopersa (dzhidi)
    - Juhuri

  - Itálicas
    - Judeolatín (la'az)
    - Judeoaragonés
    - Judeocatalán (catalánico o qatalanit)
    - Judeoespañol (djudezmo o ladino)
    - Judeoespañol calco
    - Judeofrancés (zarfático)
    - Judeoitaliano (italkiano)
    - Judeoportugués (lusitánico)
    - Judeoprovenzal (shuadit)
- Lenguas kartvelianas
  - Gruzínico
- Lenguas urálicas
  - Lenguas túrquicas
    - Judeotártaro (krymchak)
    - Karaim (hablado en Crimea y Lituania)